# Султанов, Семетей Алымбаевич
Семетей Алымбаевич Султанов (род. 23 апреля 1980, Фрунзе) — киргизский спортивный функционер. Президент Федерации футбола Кыргызстана (2012—2017).

## Биография
Родился 23 апреля 1980 года в городе Фрунзе (сейчас — Бишкек). Киргиз по национальности. В футбол начал играть в раннем детстве. Занимался футболом в команде «Семетей-80» с 1985 по 1993 год. Позднее переключился на мини-футбол, выступал с 1998 по 2004 год за «Кани». Становился чемпионом Кыргызстана по мини-футболу.
Окончил экономический факультет Киргизско-российский славянский университет имени Бориса Ельцина (2003). Работал в комитете по доходам Киргизии. Занимал различные должности в компаниях «Red Carpet Room» (аэропорт Манас) и в «Газпром Нефть Азия». Возглавлял Фонд развития футбола.
В декабре 2012 года был избран президентом Федерации футбола Кыргызстана, а спустя четыре года был переизбран на этот пост. Занимал эту должность в годы, когда его тесть Алмазбек Атамбаев являлся президентом Киргизии. Перед занятием должности Султанов ставил перед собой цель выход сборной Кыргызстана в финальную часть Кубка Азии. Реализовать эту цель удалось в 2019 году. Тогда киргизским футболистам удалось дойти до 1/8 финала турнира. За время нахождения Султанова на посту президента национальной сборной удалось подняться с 195 места на 91 в рейтинге ФИФА.
В декабре 2018 года он объявил о намерении баллотироваться на пост вице-президента Азиатской конфедерации футбола. Тем не менее спустя месяц Султанов подал в отставку с поста президента Федерации футбола Киргизии, после чего его кандидатура на пост вице-президента АФК была отозвана.
Вновь свою кандидатуру на пост президента Кыргызского футбольного союза Султанов выдвинул в 2021 году, однако по итогам голосования уступил Медербеку Сыдыкову.

## Семья
Отец — Алимбай Алимбекович Султанов (род. 1951) — политик и государственный деятель. Брат — Уланбек Алымбаевич Султанов (род. 1977) — начальник Службы по борьбе с незаконным оборотом наркотиков.
Женился в 2003 году на дочери будущего президента Киргизии Алмазбека Атамбаева Динаре. Воспитывает сына и дочь.

## Награды и звания
- Медаль «Данк» (24 января 2019)[8]